# Osman El-Sayed
Muhammad Osman El-Sayed (in arabo محمد عثمان السيد‎?; Alessandria d'Egitto, 28 febbraio 1930 – 21 aprile 2013) è stato un lottatore egiziano, specializzato nella lotta greco-romana.

## Biografia
Rappresentò la Rep. Araba Unita ai Giochi olimpici di Roma 1960, vincendo l'argento nel torneo dei pesi mosca.

## Palmarès

### Per la Repubblica Araba Unita
- Giochi olimpici:

Roma 1960: argento nei pesi mosca;
- Giochi del Mediterraneo

Beirut 1959: bronzo nei -52 kg;

### Per l'Egitto
- Giochi del Mediterraneo

Barcellona 1955: argento nei -52 kg;